# Abu al-Qasim asch-Schabbi

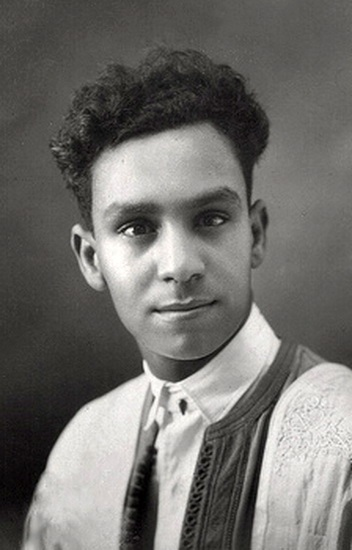
Abu al-Qasim asch-Schabbi

Abu al-Qasim asch-Schabbi (arabisch أبو القاسم الشابي, DMG Abū l-Qāsim aš-Šābbī, auch Abu al-Qasim al-Shabbi; * 24. Februar 1909 in Tozeur, Tunesien; † 9. Oktober 1934 in Tunis) war ein tunesischer Dichter; er wird weithin als der Nationaldichter des Landes angesehen. Die beiden letzten Strophen der tunesischen Nationalhymne stammen aus seiner Feder. Sein Name wird in vielen Formen transkribiert, so u. a.: Abou el Kacem Chebbi, Aboul Kacem Chabbi, Aboul-Qacem Echebbi, Abou-Al-kacem Ecebbi oder Aboul Kacem Chebbi.

## Leben
Abu al-Qasim asch-Schabbi wurde in der südtunesischen Oasenstadt Tozeur in eine gebildete Familie vornehmer Herkunft geboren. Sein Vater hatte an der al-Azhar-Universität in Kairo studiert und war Richter (Qādī). Durch vielfache Versetzungen seines Vaters lernte der junge asch-Schabbi schon früh Land und Leute kennen. Sein tiefes Verständnis und seine Liebe zur Heimat und ihren Menschen fanden später Ausdruck in seinen Gedichten.
Im Oktober 1920 begann er an der ehrwürdigen ez-Zitouna Madrasa in Tunis mit dem Studium des Koran, religiöser Überlieferungen und mystischer Poesie, gefolgt vom Studium islamischen Rechts. Das jedoch rein auf Wissenschaft und Archaik abzielende Bildungssystem der ez-Zitouna wurde auch durch strenge disziplinarische Regeln unterstützt und stellte einen scharfen Kontrast zu dem realen Leben dar, das vor den Mauern der Universität stattfand.
Diese Tatsache führte asch-Schabbi und einige seiner Kommilitonen in eine konstante Opposition zu den Strukturen des Systems der `ez-Zitouna´, die in Konsequenz seinen geistigen Bruch mit derselben zur Folge hatte und die ihn noch während seiner Studienzeit auch in die Bibliotheken der `Sadiqiyya´ und der `Khaldouniyya´ drängte. Diese beiden Institutionen, die sich dem modernen Leben geöffnet hatten, ermöglichten ihm, sich mit Werken klassischer und moderner arabischer Literatur, als auch mit arabischen Übersetzungen europäischer Literatur zu befassen. Auch der 1925 gegründete literarische Club `an-Nadi al-Adabi´ erweiterte seinen literarischen Horizont vor allem in Bezug auf europäische Werke um ein Vielfaches. Hier fand asch-Schabbi ein für ihn fruchtbares geistiges Milieu und die Möglichkeit, sich mit anderen Mitgliedern des Clubs auszutauschen. Im Jahr 1927 erschienen in der tunesischen Wochenschrift `an-Nahda´ erste Veröffentlichungen seiner frühen Lyrik.
Im Jahr 1928 schloss asch-Schabbi sein Studium an der ez-Zitouna offiziell mit der Auszeichnung `Mutaoui´ ab und erhielt 1930 sein Rechtsdiplom. Schon im gleichen Jahr, als gerade 21-Jähriger, heiratete er; der Ehe entstammten zwei Söhne. Sein Vater starb im Oktober 1929.

## Dichterisches Werk
Die dichterische Begabung asch-Schabbis zeigte sich früh; bereits mit 14 Jahren schrieb er seine ersten Gedichte. Während des Studiums verlagerte sich sein Interesse zunehmend auf moderne arabische und westliche Dichtung. Neue Strömungen in arabischer Dichtung aus dem Nahen Osten und Nordamerika faszinierten ihn ebenso wie die europäischen Romantiker. Er verkehrte in literarischen Zirkeln, wo er jedoch mit seiner Kritik an den Konventionen und Traditionen arabischer Poesie auf Ablehnung stieß. Wie deren Beschränkungen, so suchte er auch die des tunesischen Gesellschaftssystems und des französischen Kolonialregimes zu durchbrechen und verlangte Sozialreform, Freiheit und Fortschritt.

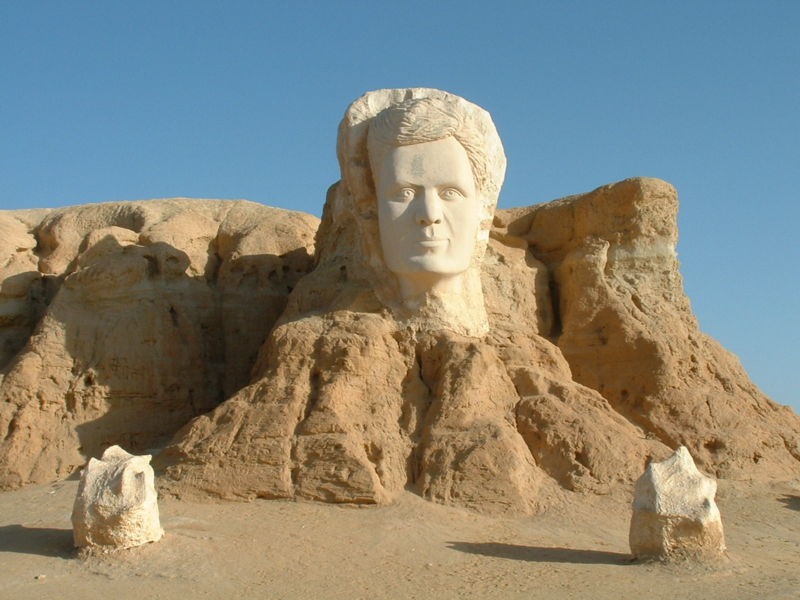
Monument für Abu al-Qasim asch-Schabbi bei Tozeur

Asch-Schabbis Gedichte befassen sich mit vielfältigen Themen, von der Natur bis zum Patriotismus. Seine revolutionären Anschauungen fanden breite Resonanz in einer späteren Generation tunesischer und arabischer Nationalisten, und seine Gedichte wurden in den einflussreichsten Journalen der arabischen Welt gedruckt. Asch-Schabbi trug wesentlich zur Renaissance der tunesischen Literatur bei, zu einer Zeit, als andere Tunesier die soziale und politische Renaissance ihrer Gesellschaft in die Wege zu leiten begannen – z. B. Tahir al-Haddad mit dem bahnbrechenden Werk über tunesische Frauen, und Habib Bourguiba mit der Gründung seiner NeoDestour Partei im Todesjahr asch-Schabbis. Asch-Schabbi brach mit traditionellen Formen arabischer Dichtung und öffnete anderen tunesischen Dichtern den Weg zu einer mehr gefühlsbetonten Poesie, die half, den Weg zum gesellschaftlichen Erwachen und einer modernen Weltsicht zu bahnen. Viele seiner Gedichte wurden vertont und wurden damit zu patriotischen oder volkstümlichen Liedern.
Asch-Schabbi publizierte seine ersten Gedichte im Alter von 18 Jahren. Schon sieben Jahre später erlag er seinem langen Herzleiden. Er wird „Dichter des Lebens“ genannt, in Anlehnung an seine berühmteste Gedichtsammlung, die „Lieder des Lebens“. Sein Porträt findet sich auf der (alten) tunesischen 30-Dinar-Banknote und seit 2014 auf den neuen 10-Dinar-Banknoten.

## Publikationen
- L’imagination poétique chez les Arabes (1929)
- La volonté de vivre (1933)
- Ela Toghat Al Alaam (1934)
- Les chants de la vie (1955)
- Journal (1965)